# Culicoides imitador
Culicoides imitador är en tvåvingeart som beskrevs av Ortiz 1953. Culicoides imitador ingår i släktet Culicoides och familjen svidknott. Inga underarter finns listade i Catalogue of Life.